# Књига пророка Јоне
Књига пророка Јоне (хеб: Sefer Yonah) је једна од књига Танаха или Старог завета. Ова књига је настала не пре V века п. н. е. Описује како Бог наређује пророку Јони да позове становнике Ниниве како не би било уништени. Јона, који мрзи Ниниву, то одбија. После многих перипетија, бива прогутан од велике рибе која га избацује на обалу. Након тога он пристаје да пророкује Нинивљанима.
Због тродневног боравка у утроби рибе, пророк Јона се сматра прасликом Христа. Као сто је Јона три дана боравио у утроби рибе, тако је Христос три дана боравио у гробу, пре него што је Васкрсао.